# Carla Domínguez
Carla Domínguez (10 de julio de 2003) es una deportista de España que compite en atletismo. Ganó una medalla de oro en el Campeonato Europeo de Atletismo Sub-20 de 2021, en la prueba de 5000 m.